# 峨眉贯众
峨眉贯众（学名：Cyrtomium omeiense），为鳞毛蕨科贯众属下的一个植物种。